# 바쿠 크리스털 홀
바쿠 크리스털 홀(영어: Baku Crystal Hall, 아제르바이잔어: Bakı Kristal Zalı)은 아제르바이잔 바쿠에 위치한 실내 경기장으로 수용 인원은 25,000명이다. 유로비전 송 콘테스트 2012가 열린 곳이다.